# ファーガソン (小惑星)
ファーガソン (1745 Ferguson) は小惑星帯に位置する小惑星。ジョン・ウィリスが発見した。
スコットランド生まれで、アメリカで最初に小惑星の発見者となった天文学者ジェイムズ・ファーガソンに因んで命名された。